# Yin-Yang Master (film)
Yin-Yang Master (陰陽師?, Onmyōji) è un film del 2001 diretto da Yōjirō Takita basato sulle opere di Baku Yumemakura.

## Trama
In seguito a un tradimento, il fratello dell'imperatore viene ingiustamente accusato di un crimine e giustiziato. Prima di essere imprigionato nella sua tomba, il suo spirito maledice la capitale. Molti anni dopo, un membro malvagio dell'ordine dei mistici maestri dello Yin-Yang risveglia lo spirito del giustiziato assetato di vendetta. A contrastare i suoi piani si pone l'Onmyōji Abe no Seimei.

## Distribuzione
Yin-Yang Master è uscito nelle sale cinematografiche in Giappone il 6 ottobre 2001 dove è stato distribuito da Toho. Il film è stato un successo commerciale, incassando ¥ 3.010.000.000 (oltre 18.250.000 €) e diventando la quarta produzione giapponese con i maggiori guadagni del 2001. In Italia il film è stato distribuito a partire dal 15 aprile 2004, senza passare per le sale cinematografiche, direttamente in home video per conto della Dynit, in collaborazione con Eagle Pictures.
Nel 2025 in film è stato incluso nella terza edizione della rassegna Giappone Abruzzo, "La realtà non è come sembra", che si è svolta a Pescara fra il 25 e il 28 giugno.

## Riconoscimenti
- 2002 - Asian Film Critics Association Awards
  - Nomination per la miglior attrice a Kyôko Koizumi
- 2002 - Blue Ribbon Awards
  - Miglior attore a Mansai Nomura
- 2002 - Mainichi Film Concours
  - Vincitore per il miglior montaggio sonoro a Kiyoshi Kakizawa, Osamu Onodera
- 2002 - Neuchâtel International Fantastic Film Festival
  - Miglior film a Yōjirō Takita
- 2002 - Neuchâtel International Fantastic Film Festival
  - Miglior fotografia a Naoki Kayano
- 2002 - Awards of the Japanese Academy
  - Vincitore per il miglior montaggio sonoro a Kiyoshi Kakizawa, Osamu Onodera
  - Miglior attore a Mansai Nomura
  - Nomination per la miglior regia a Yôjirô Takita
  - Nomination per la miglior attrice a Kyôko Koizumi
  - Nomination per la miglior fotografia a Naoki Kayano
  - Nomination per la miglior montaggio a Isao Tomita, Nobuko Tomita
  - Nomination per la miglior colonna sonora a Shigeru Umebayashi
  - Nomination per la miglior direzione artistica a Kyôko Heya

## Seguito
Nel 2003 Takita ha realizzato un seguito a questo film, Onmyoji II. Anche nel secondo film, nuovamente basato sulle opere di Baku Yumemakura, il protagonista è interpretato da Mansai Nomura.